# Elezioni europee del 1979 in Italia
Le elezioni europee del 1979 in Italia si svolsero il 10 giugno 1979, solo una settimana dopo le elezioni politiche.
Le consultazioni videro una sostanziale conferma dei risultati maturati la settimana precedente, infatti la Democrazia Cristiana si mantenne maggioritaria staccando il Partito Comunista Italiano di circa sette punti percentuali; entrambi i principali partiti accusarono in lieve calo di consenso a vantaggio di quasi tutte le altre formazioni medio-piccole.

## Sistema di voto

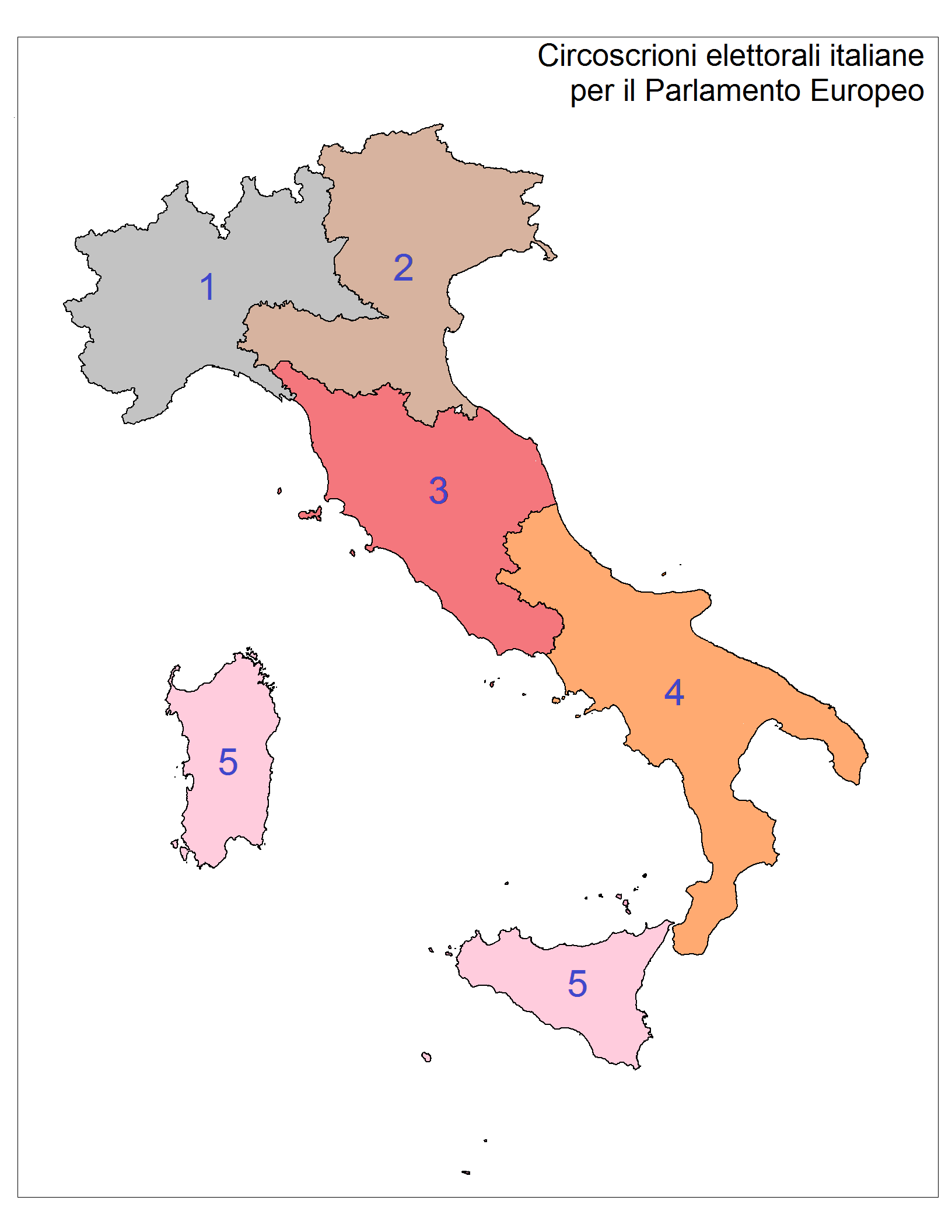
Circoscrizioni elettorali

Le elezioni europee in Italia del 1979 si tennero con il sistema di voto introdotto con la legge elettorale per l'elezione dei rappresentanti italiani presso il Parlamento europeo deliberata con provvedimento n° 18 del 24 gennaio 1979. Il territorio nazionale italiano era suddiviso in 5 circoscrizioni plurinominali assegnatarie di un numero di seggi variabili a seconda della popolazione ed il complesso delle circoscrizioni elettorali formava il collegio unico nazionale. La ripartizione dei seggi si effettuava dividendo il numero degli abitanti della Repubblica per il numero dei rappresentanti spettante all'Italia nel Parlamento europeo, e distribuendo i seggi in proporzione alla popolazione di ogni circoscrizione, risultante dell'ultimo censimento generale, sulla base dei quozienti interi e dei più alti resti. 
La legge in oggetto era improntata ad un principio di proporzionalismo. Il calcolo dei seggi attribuiti ad ogni lista avveniva semplicemente a livello centrale nel collegio unico nazionale, per tramite del metodo Hare-Niemeyer dei quozienti naturali e dei più alti resti. Determinato il numero di seggi spettanti ad ogni partito, gli stessi venivano suddivisi fra le singole liste circoscrizionali con lo stesso principio proporzionale puro: ne consegue il ruolo meramente procedurale delle circoscrizioni, e la possibilità della variazione del numero complessivo dei rappresentanti delle singole ripartizioni. 
Per le liste delle minoranze linguistiche era prevista la possibilità di collegamento con una lista di orizzonte nazionale: in tal caso i voti della lista linguistica andavano ad incrementare quelli della lista nazionale, ottenendo uno dei suoi seggi qualora un candidato linguistico ottenesse almeno 50.000 suffragi. Inoltre la legge prevedeva il voto di preferenza plurimo per i candidati della lista: ogni elettore poteva esprimere il proprio gradimento fino a tre candidati, e gli stessi vengono proclamati eletti, nel limite degli scranni ottenuti da ogni lista circoscrizionale, secondo la graduatoria di consensi ottenuta. Si segnala infine che il diritto di voto era consentito anche ai cittadini italiani residenti nelle altre nazioni che partecipavano all'elezione del Parlamento europeo.

### Circoscrizioni
Il territorio nazionale italiano, che assegnava 81 seggi, venne suddiviso in 5 circoscrizioni plurinominali così ripartite:
1. Italia nord-occidentale (Valle d'Aosta, Piemonte, Liguria, Lombardia) - 25 seggi;
2. Italia nord-orientale (Trentino-Alto Adige, Veneto, Friuli-Venezia Giulia, Emilia-Romagna) - 17 seggi;
3. Italia centrale (Toscana, Umbria, Marche, Lazio) - 17 seggi;
4. Italia meridionale (Abruzzo, Molise, Campania, Puglia, Basilicata, Calabria) - 15 seggi;
5. Italia insulare (Sicilia, Sardegna) - 7 seggi.

## Quadro politico
I Trattati di Roma, che diedero i natali alla Comunità Europea, stabilivano che il Parlamento dovesse essere eletto a suffragio universale utilizzando un comune sistema di voto. La responsabilità di indire le elezioni era affidata al Consiglio dell'Unione europea che però preferì rimandare la decisione inducendo il Parlamento a minacciare di rivolgersi alla Corte di Giustizia Europea. Alla fine il Consiglio cedette e indì le elezioni per il 1979 senza però deliberare sul sistema di voto comune.

### Principali forze politiche
| Lista | Lista                                         | Collocazione     | Ideologia                                                                      | Gruppo | Segretario         |
| ----- | --------------------------------------------- | ---------------- | ------------------------------------------------------------------------------ | ------ | ------------------ |
|       | Democrazia Cristiana                          | Centro           | Cristianesimo democratico, Centrismo, Popolarismo, Antifascismo, Anticomunismo | PPE    | Benigno Zaccagnini |
|       | Partito Comunista Italiano                    | Sinistra         | Comunismo, Eurocomunismo, Marxismo-Leninismo, Antifascismo                     | COM    | Enrico Berlinguer  |
|       | Partito Socialista Italiano                   | Centro-sinistra  | Socialdemocrazia, Socialismo, Socialismo liberale, Liberalismo sociale         | SOC    | Bettino Craxi      |
|       | Movimento Sociale Italiano - Destra Nazionale | Destra           | Neofascismo, Nazionalismo, Anticomunismo                                       | NI     | Giorgio Almirante  |
|       | Partito Socialista Democratico Italiano       | Centro-sinistra  | Socialdemocrazia, Socialismo, Atlantismo                                       | SOC    | Pietro Longo       |
|       | Partito Radicale                              | Centro-sinistra  | Radicalismo, Liberalismo, Libertarismo                                         | CDI    | Giuseppe Rippa     |
|       | Partito Repubblicano Italiano                 | Centro           | Repubblicanesimo, Mazzinianesimo, Centrismo                                    | LD     | Oddo Biasini       |
|       | Partito Liberale Italiano                     | Centro-destra    | Liberalismo, Liberismo, Anticomunismo                                          | LD     | Valerio Zanone     |
|       | Partito di Unità Proletaria per il Comunismo  | Estrema sinistra | Comunismo, Eurocomunismo, Ecosocialismo, Antifascismo                          | CDI    | Lucio Magri        |
|       | Democrazia Proletaria                         | Estrema sinistra | Comunismo, Pacifismo, Ecosocialismo, Trotskismo                                | CDI    | Mario Capanna      |

## Risultati
|                | Democrazia Cristiana (DC)                                | 12 774 320 | 36,45 | 29 |  |  |
|                | Partito Comunista Italiano (PCI)                         | 10 361 344 | 29,57 | 24 |  |  |
|                | Partito Socialista Italiano (PSI)                        | 3 866 946  | 11,03 | 9  |  |  |
|                | Movimento Sociale Italiano - Destra Nazionale (MSI-DN)   | 1 909 055  | 5,45  | 4  |  |  |
|                | Partito Socialista Democratico Italiano (PSDI)           | 1 514 272  | 4,32  | 4  |  |  |
|                | Partito Radicale (PR)                                    | 1 285 065  | 3,67  | 3  |  |  |
|                | Partito Liberale Italiano (PLI)                          | 1 271 159  | 3,63  | 3  |  |  |
|                | Partito Repubblicano Italiano (PRI)                      | 896 139    | 2,56  | 2  |  |  |
|                | Partito di Unità Proletaria per il Comunismo (PdUP)      | 406 656    | 1,16  | 1  |  |  |
|                | Democrazia Proletaria (DP)                               | 252 342    | 0,72  | 1  |  |  |
|                | Südtiroler Volkspartei (SVP)1                            | 196 373    | 0,56  | 1  |  |  |
|                | Union Valdôtaine - Federalismo Europa Autonomie (UV-FAE) | 166 393    | 0,47  | –  |  |  |
|                | Democrazia Nazionale - Costituente di Destra (DN-CD)     | 142 537    | 0,41  | –  |  |  |
| Totale         | Totale                                                   | 35 042 601 | 100   | 81 |  |  |
|                |                                                          |            |       |    |  |  |
| Schede bianche | Schede bianche                                           | 453 510    | 1,25  |    |  |  |
| Schede nulle   | Schede nulle                                             | 1 105 579  | 3,06  |    |  |  |
| Votanti        | Votanti                                                  | 36 148 180 | 85,65 |    |  |  |
| Elettori       | Elettori                                                 | 42 203 405 |       |    |  |  |

1 La SVP era collegata alla Democrazia Cristiana.

## Analisi territoriale del voto

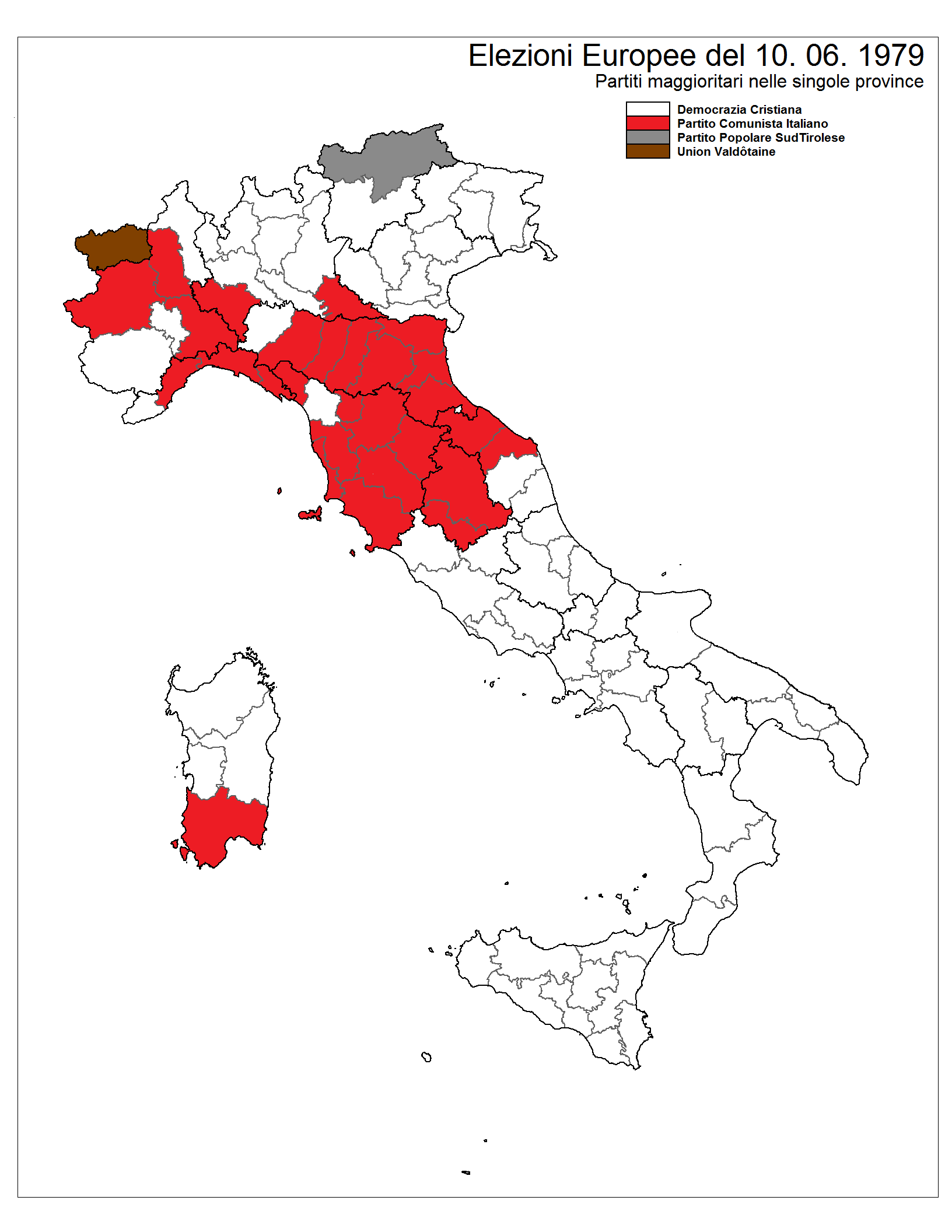
Partiti maggioritari nelle singole province per l’Europarlamento

La Democrazia Cristiana si conferma dominante nel Triveneto, nell'Alta Lombardia, nella Provincia di Cuneo, tra Abruzzo, Molise, Campania e Basilicata e infine nella parte settentrionale della Sicilia. Risulta invece piuttosto debole nelle Regioni Rosse, ovvero Emilia-Romagna, Toscana, Umbria e Marche, nel Nord Ovest e nella Provincia di Cagliari.
Il Partito Comunista Italiano mantiene l'egemonia nelle Regioni Rosse, ottenendo in alcuni casi la maggioranza assoluta dei voti, e conferma il Nord Ovest, la Sardegna e la Sicilia meridionale come sue principali aree di consenso. I comunisti risultano invece molto deboli nel Triveneto, con l'esclusione delle zone costiere, nell'Alta Lombardia, in Campania e nel nord della Sicilia.
Il Partito Socialista Italiano ottiene i risultati migliori nel Nord Est, tra Piemonte e Lombardia e in Calabria mentre si mostra più debole nel restante Centro Sud e in Sardegna.
Il Movimento Sociale Italiano si caratterizza per essere soprattutto espressione del Centro Sud dove spesso ottiene risultati in doppia cifra mentre nel Nord e nelle Regioni Rosse i missini risultano piuttosto deboli.
Il Partito Socialista Democratico Italiano ha come principali zone di consenso il Nord Est, il Piemonte e le province di Frosinone e Salerno. Ottiene percentuali al di sotto della media nazionale nel Centro, in Calabria, Sardegna e Sicilia.
Il Partito Radicale ottiene ottimi risultati nel Nord Italia, con l'eccezionale risultato della Provincia di Trieste dove supera il 13% dei voti, in Sicilia, Sardegna e nelle grandi città, in primis la capitale. Molto più debole invece la presenza radicale nel Centro Sud.
Il Partito Liberale Italiano ha una distribuzione elettorale molto disomogenea, con risultati molto alti nel Nord Ovest e nella Provincia di Trieste, e molto deboli nel Centro Sud con qualche isolata eccezione in cui i liberali ottengono consensi in linea con la media nazionale come nel Nord Est.
Il Partito Repubblicano Italiano conferma la Romagna come sua roccaforte e ottiene notevoli risultati sulla costa Toscana, nelle Marche, nel Lazio, in Sicilia e in Piemonte. Nel Nord Italia i repubblicani si mantengono vicini al dato nazionale mentre nel Sud e in Sardegna sono decisamente più deboli.
Il Partito di Unità Proletaria risulta molto forte nel Centro, mentre ottiene scarse percentuali in Emilia-Romagna.
Il distacco tra Democrazia Cristiana e Partito Comunista Italiano si assesta su circa sette percentuali con i democristiani che si impongono con vantaggi di 30-40 punti percentuali nel Nord Est mentre nel Mezzogiorno i distacchi sono più contenuti e talvolta, come nei casi di Napoli e Foggia anche piuttosto ridotti. I comunisti prevalgono nelle Regioni Rosse, dove raggiungono vantaggi di 20-30 punti percentuali, nel Nord Ovest e nella Provincia di Cagliari con distacchi di qualche punto percentuale. Infine il divario tra i due partiti risulta molto ridotto nel Lazio e sulle coste del Nord Est con una prevalenza della DC.

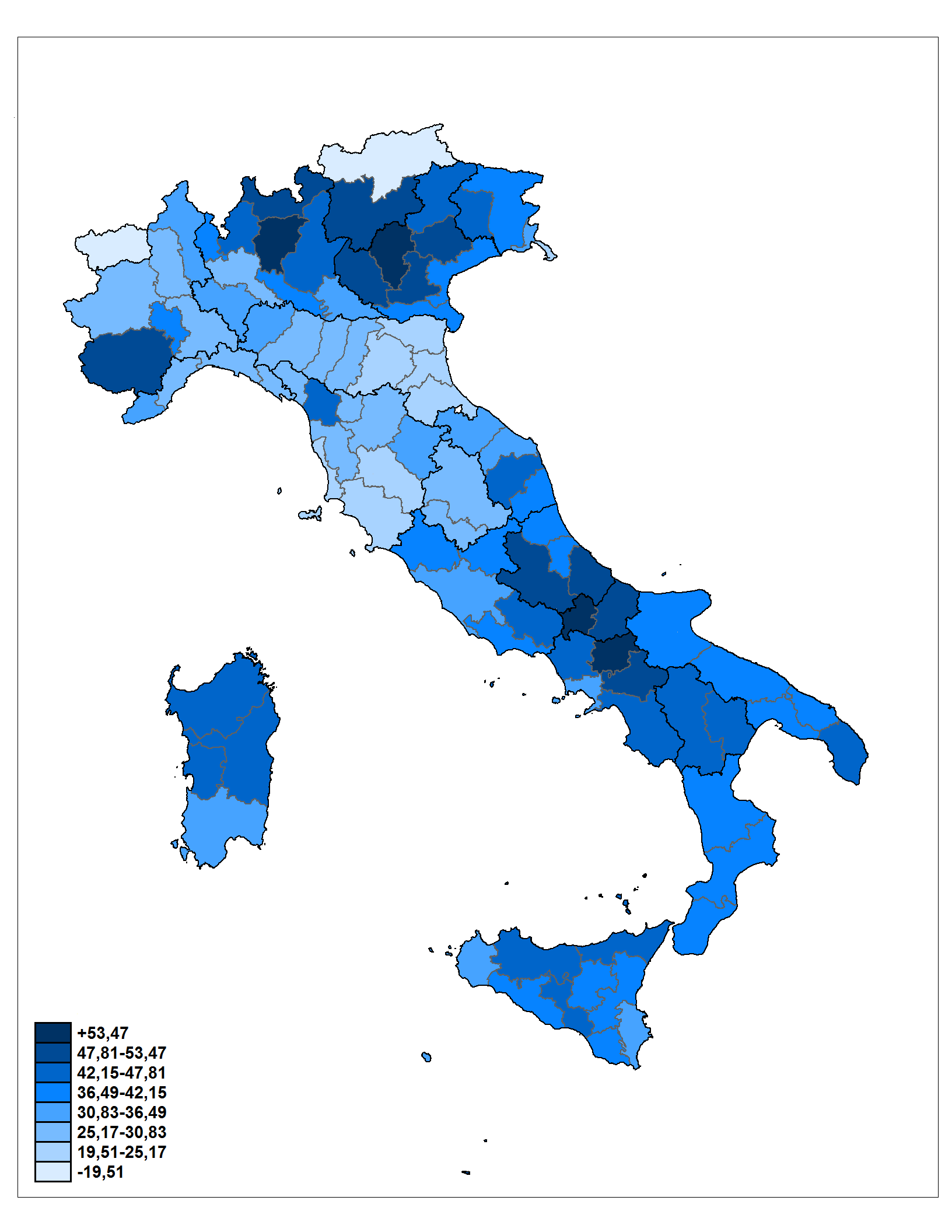
Democrazia Cristiana
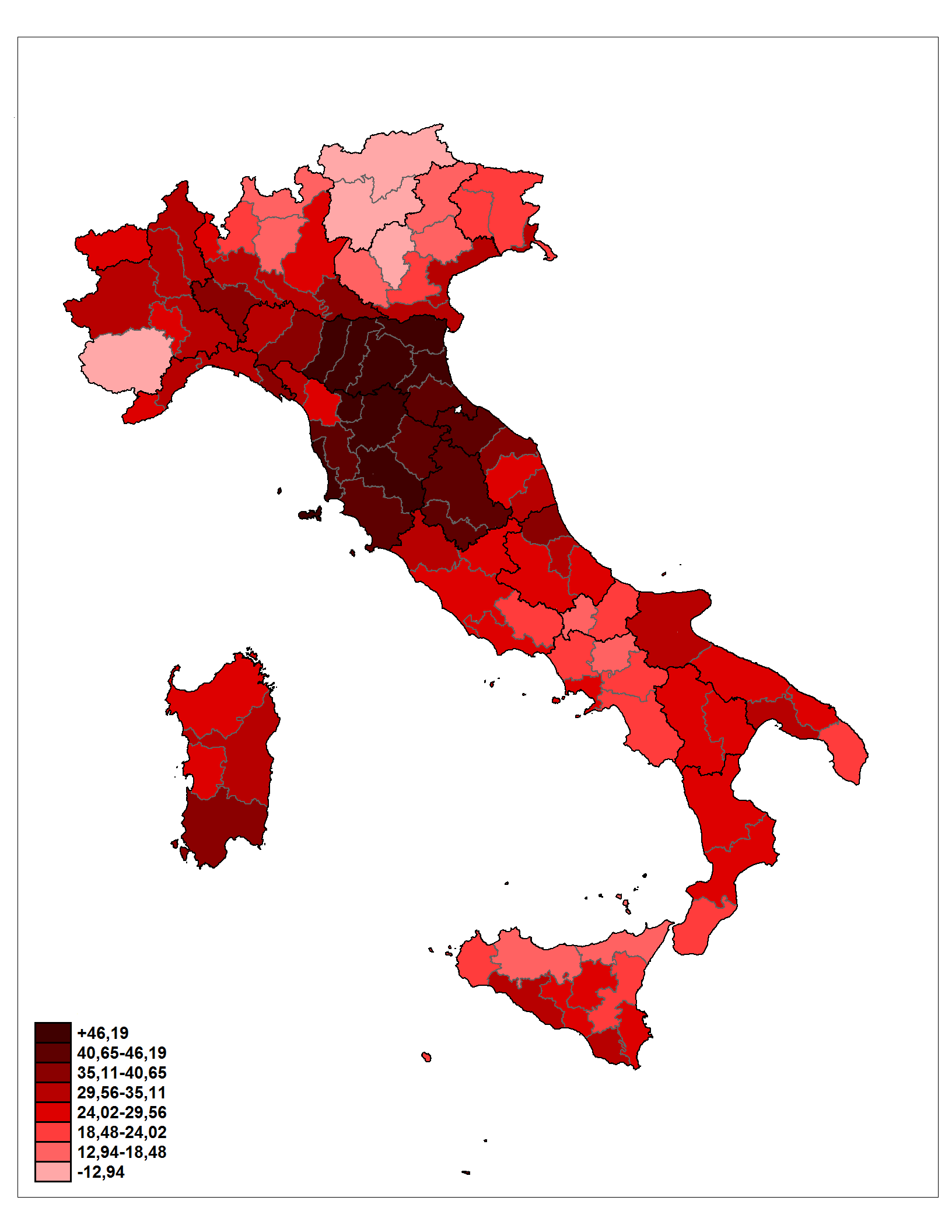
Partito Comunista Italiano
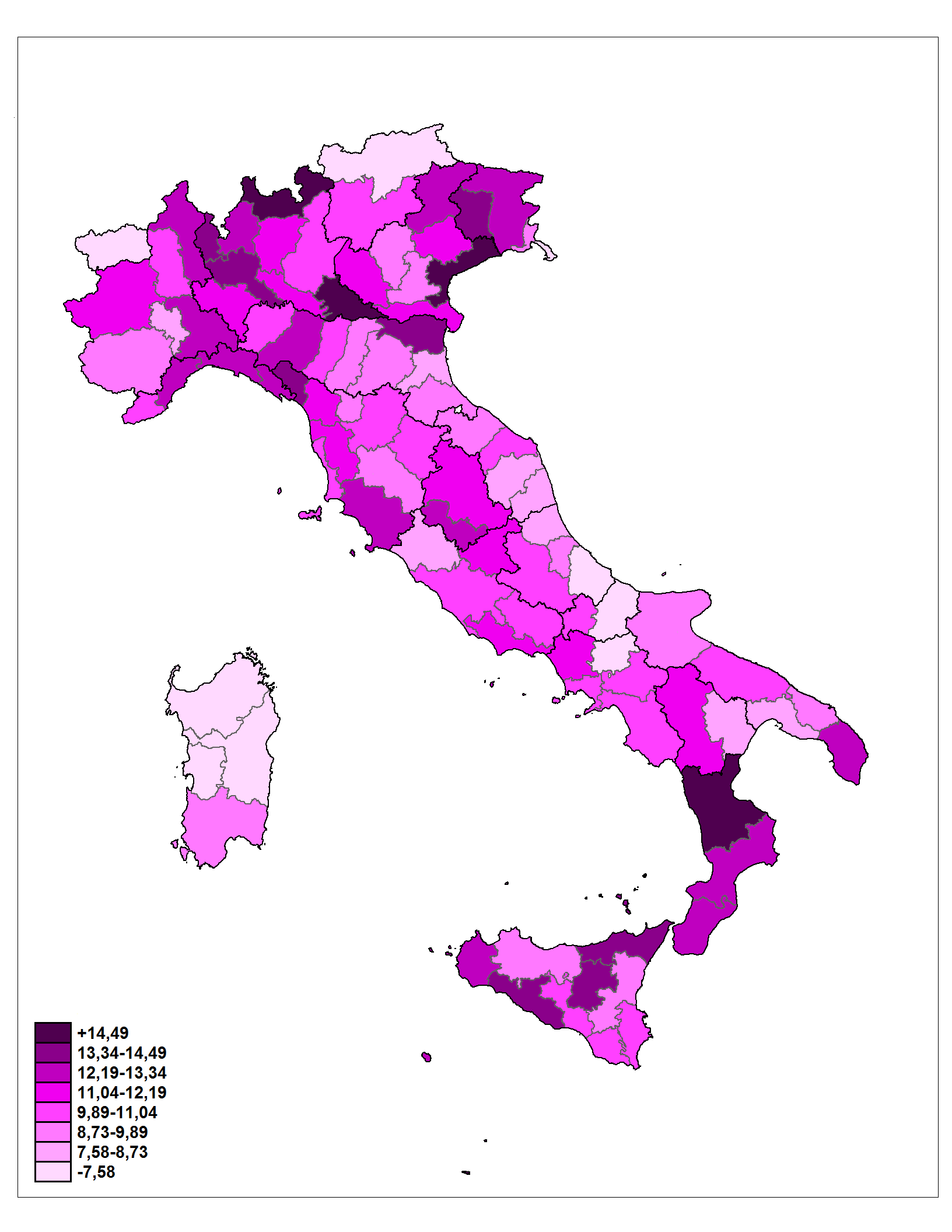
Partito Socialista Italiano
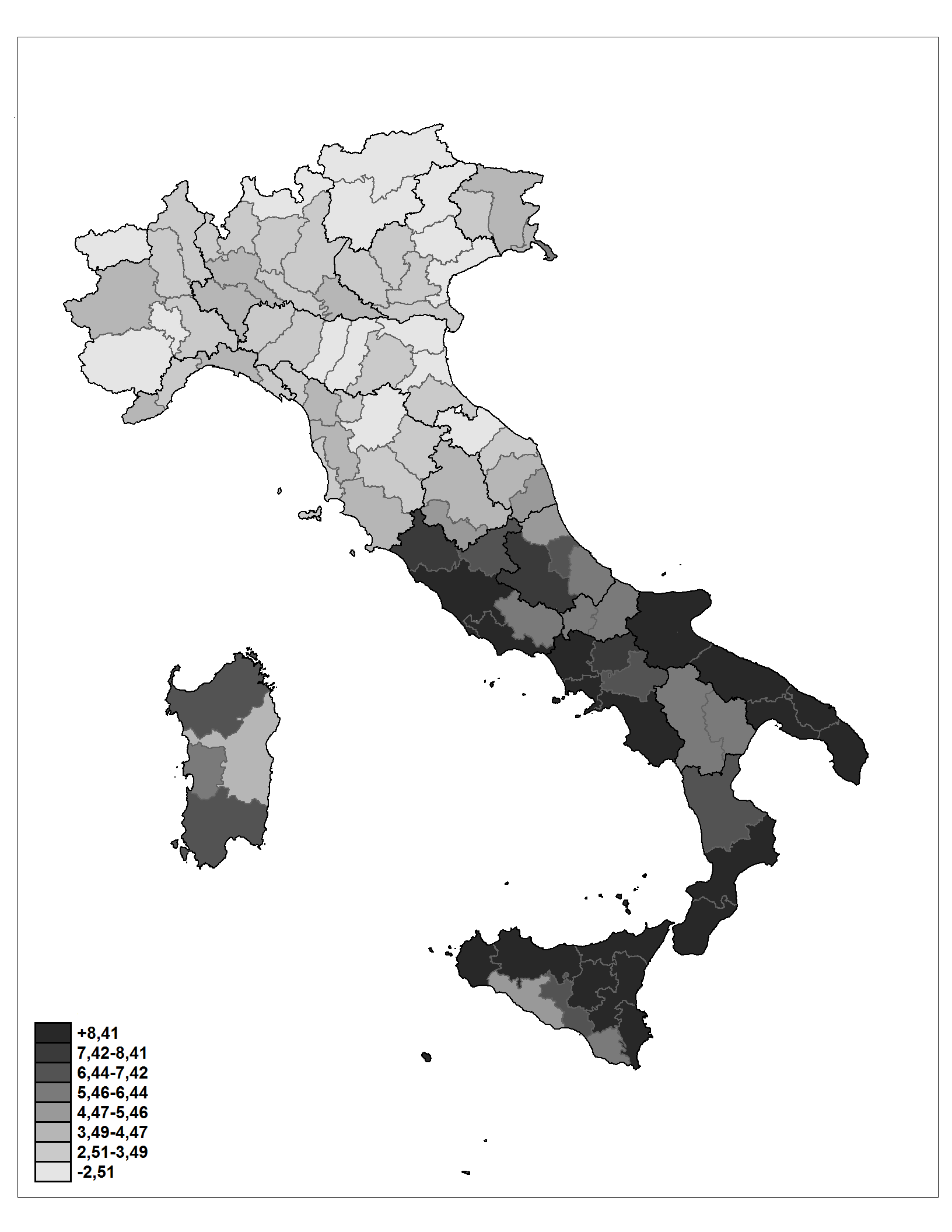
Movimento Sociale Italiano
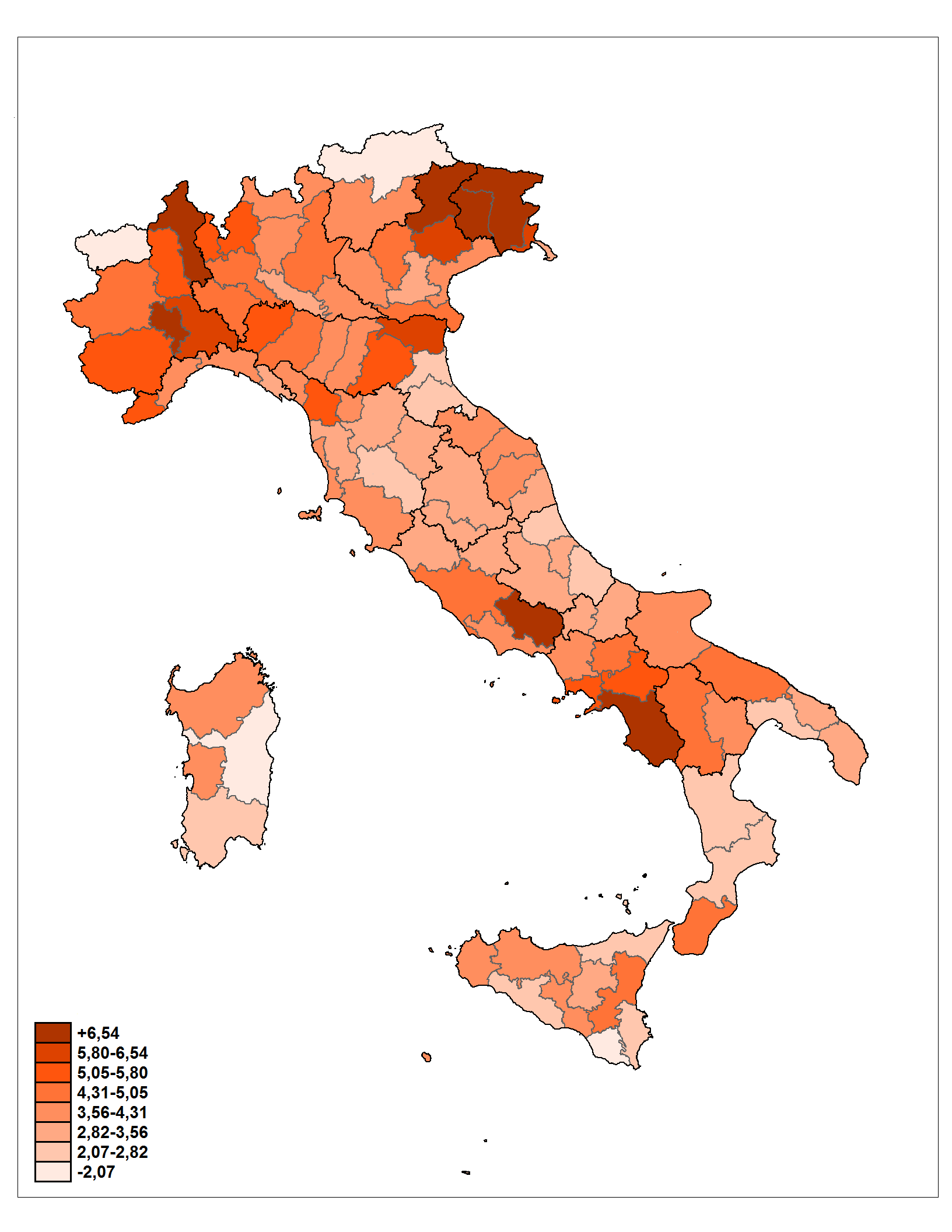
Partito Socialista Democratico Italiano
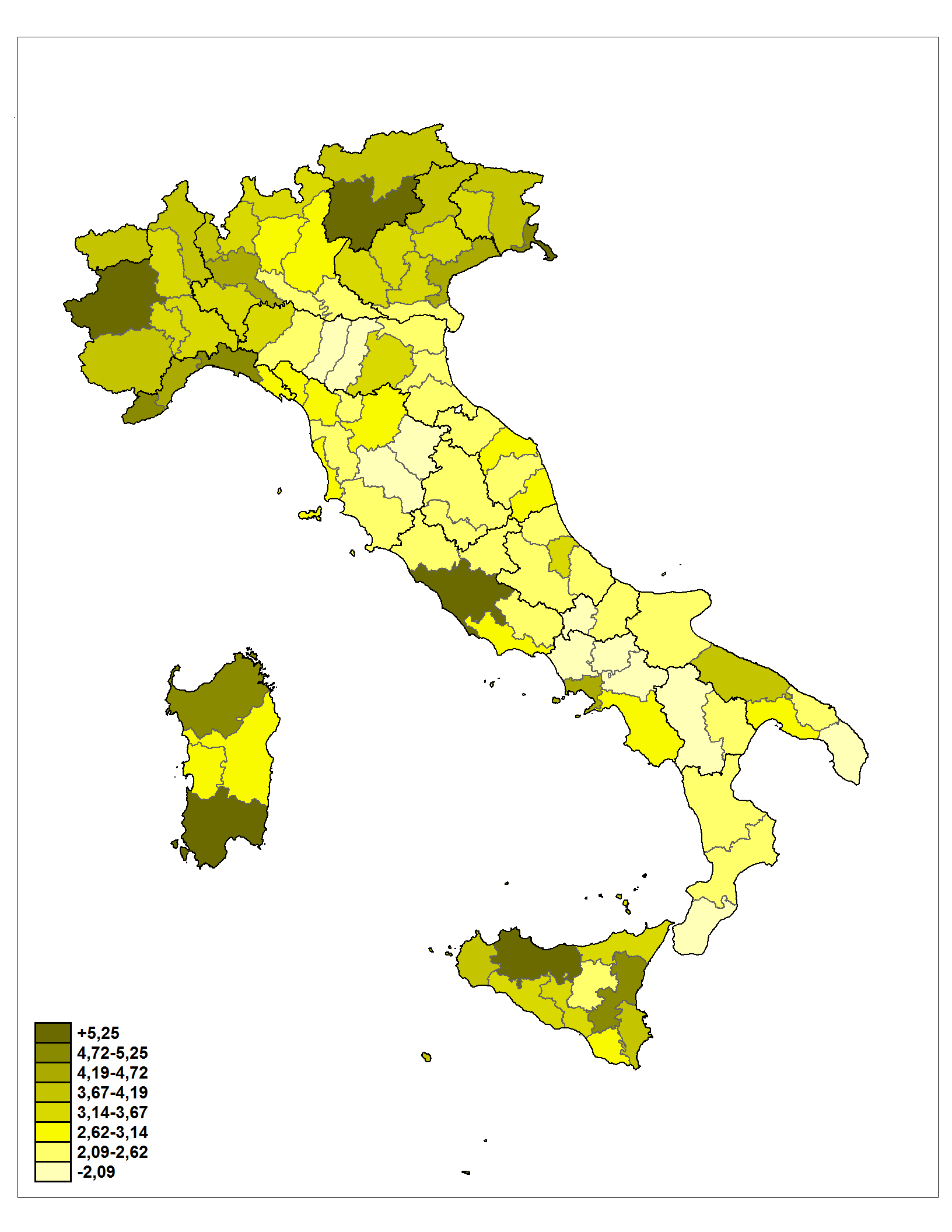
Partito Radicale
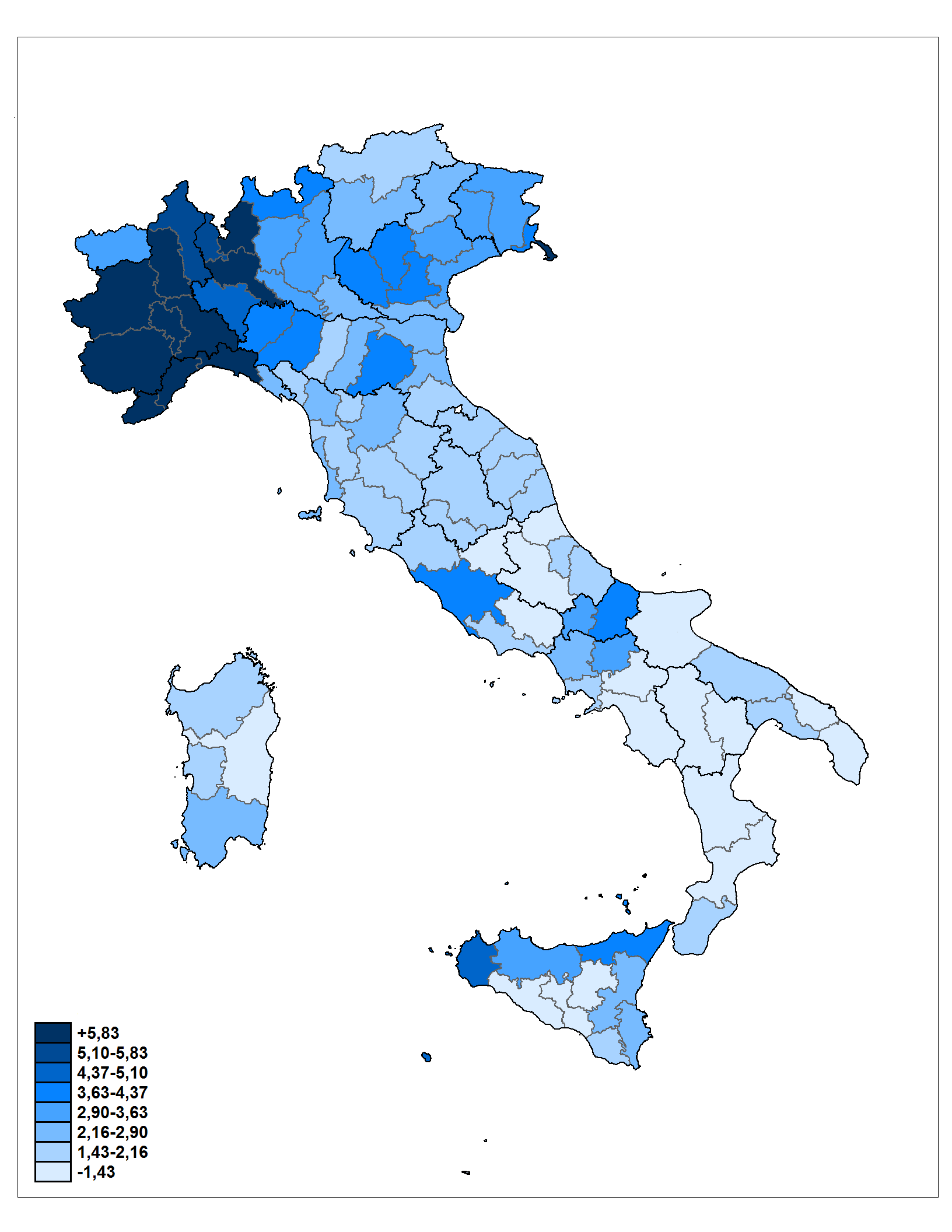
Partito Liberale Italiano
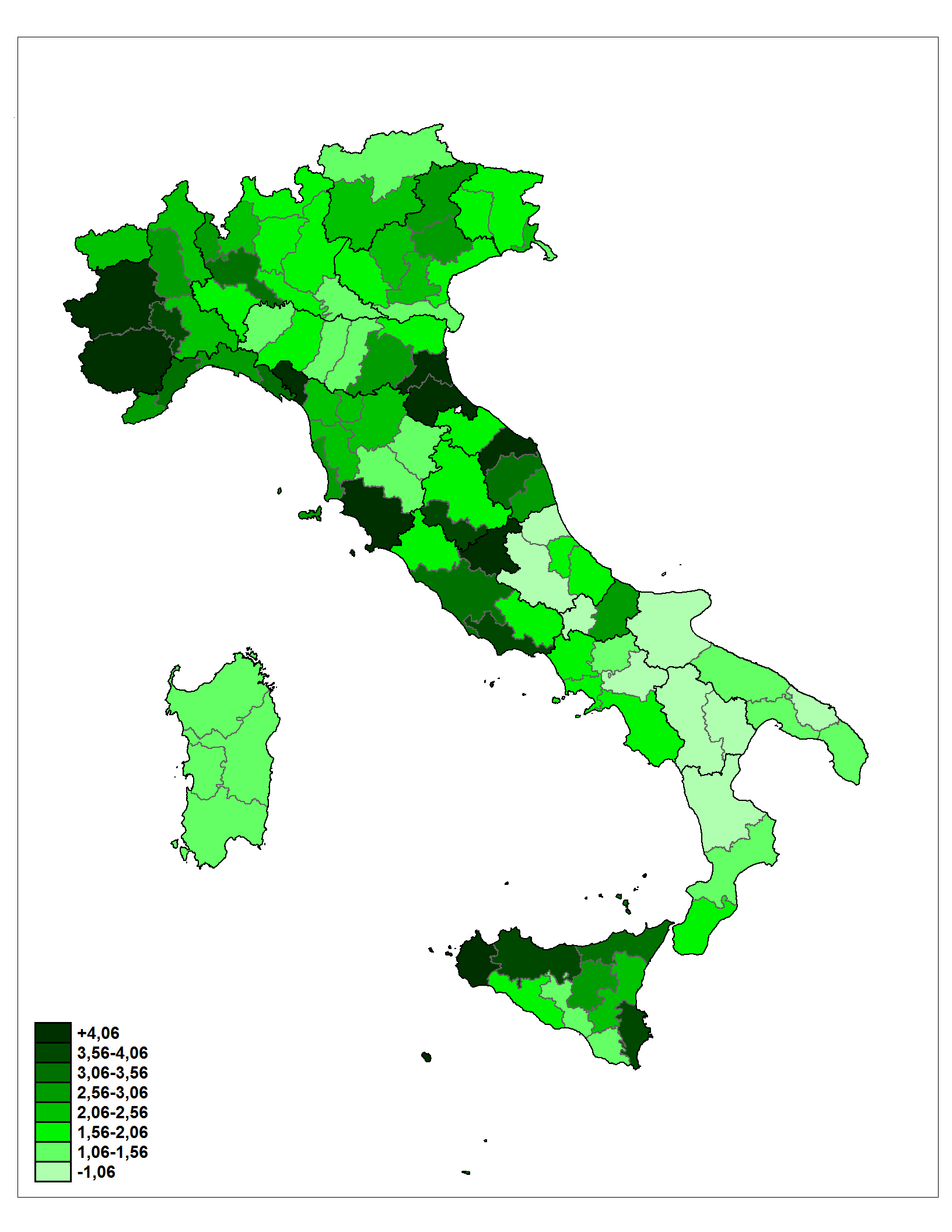
Partito Repubblicano Italiano
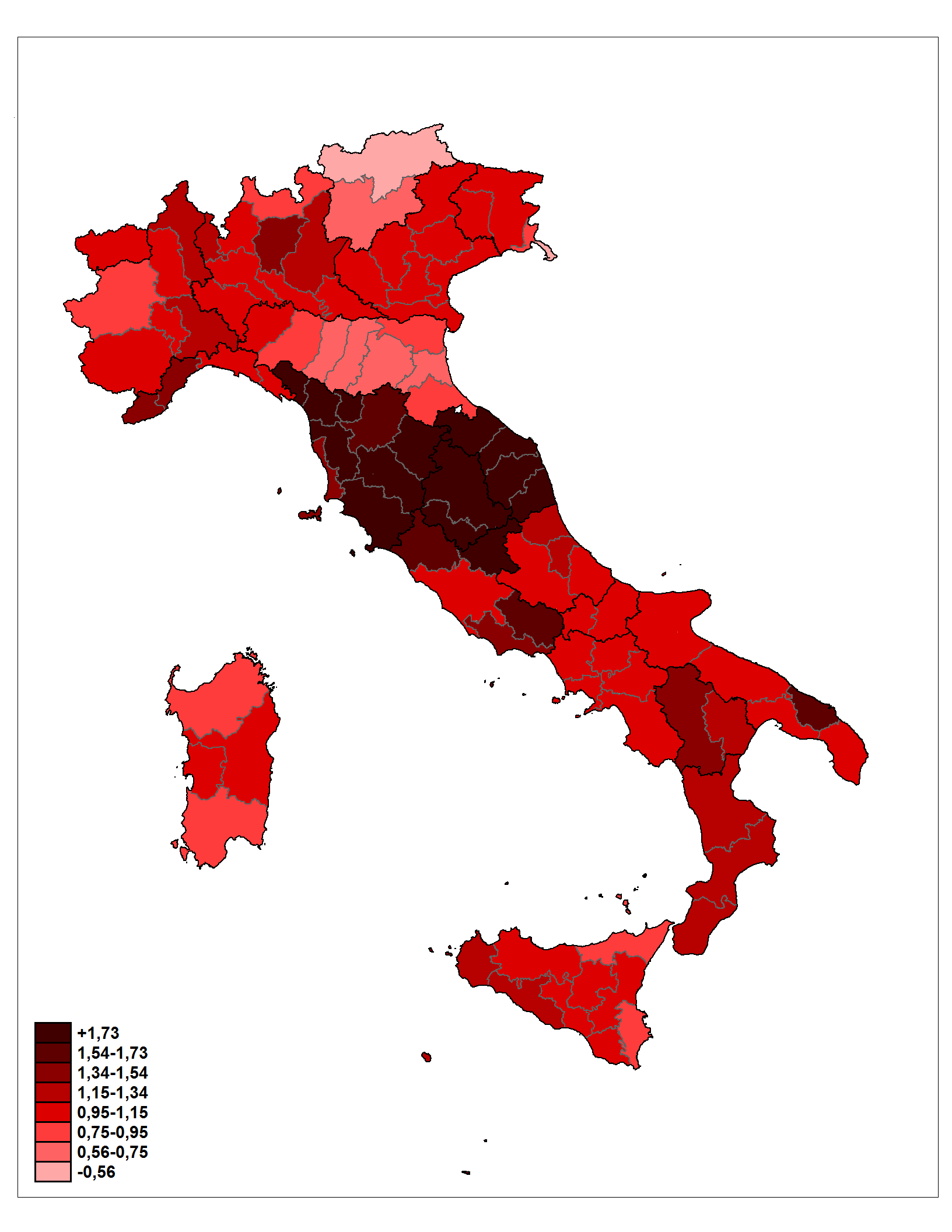
Partito di Unità Proletaria
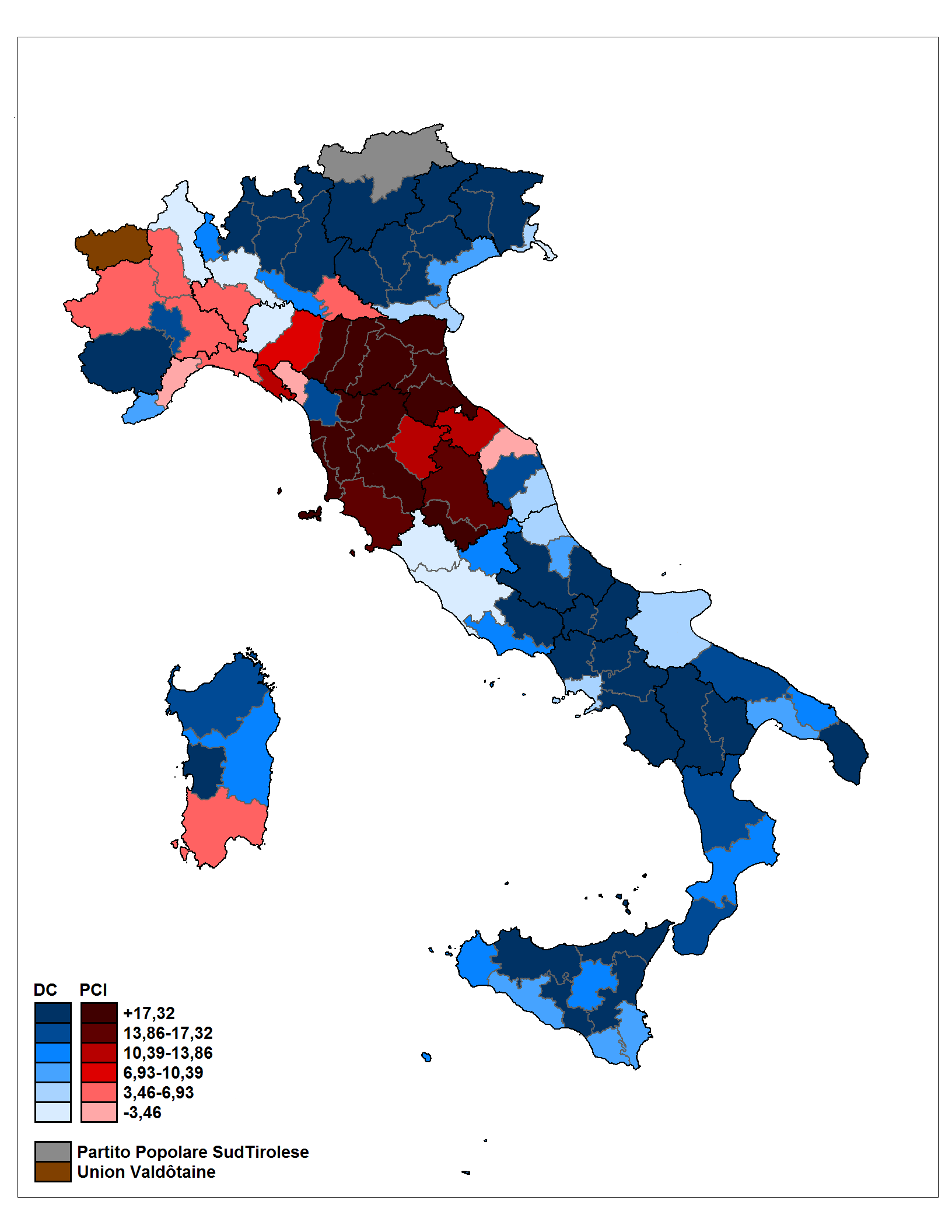
Distacco tra primo e secondo partito